# Vlag van Artigas

Vlag van Artigas (ratio 2:3)

De vlag van Artigas is gebaseerd op de kleuren van de vlag die José Gervasio Artigas in de Uruguayaanse onafhankelijkheidsstrijd gebruikte.
De rode driehoek is wellicht het meest opvallende element in de vlag. Deze symboliseert de ligging van Artigas aan het drielandenpunt van Uruguay, Argentinië en Brazilië. De cirkel in de driehoek staat voor de grondstoffenrijkdom van het departement, in het bijzonder de delving van edelsteen.
De vier blauwe strepen verwijzen naar de blauwe strepen in de vlag van Uruguay. De onderste blauwe streep staat voor het vele water dat in het departement te vinden is. De witte achtergrond van de vlag symboliseert de integriteit en zuiverheid van de inwoners van het departement.